# Korouhev (okres Svitavy)
Obec Korouhev (německy Kurau) se nachází v okrese Svitavy v Pardubickém kraji. Žije zde 809 obyvatel.

## Historie
První písemná zmínka o obci pochází, buď z roku 1167 dle stránek obce, nebo z roku 1279 dle Historického lexikonu obcí České republiky.

## Pamětihodnosti
- Kostel svatého Petra a Pavla
- Kostnice na hřbitově
- Železný kříž na kamenném podstavci v Kateřinkách při silnici s nápisem: „Nákladem / Magdaleny / vdovy po zemřelém / Františku / Schauerovi / familiantovi z / Kateřinek č. 6 / 1879“
- Železný kříž na kamenném podstavci při turistické značce z Kateřinek v místech Nad Korouhví s nápisem: „Ke cti a chvále Boží / postavili manželé / zdejší / Jozef a Terezie / Hegerovi č.d. 132 / L.P. 1879“
- Kamenná socha sv. Jana Nepomuckého při silnici v obci s nápisem: „Nákladem / Františka a / Františki / Štěpánka / roku / 1869“
- Šindlerův dům od respektovaného architekta Bohuslava Fuchse

## Osobnosti
Narodili se zde:

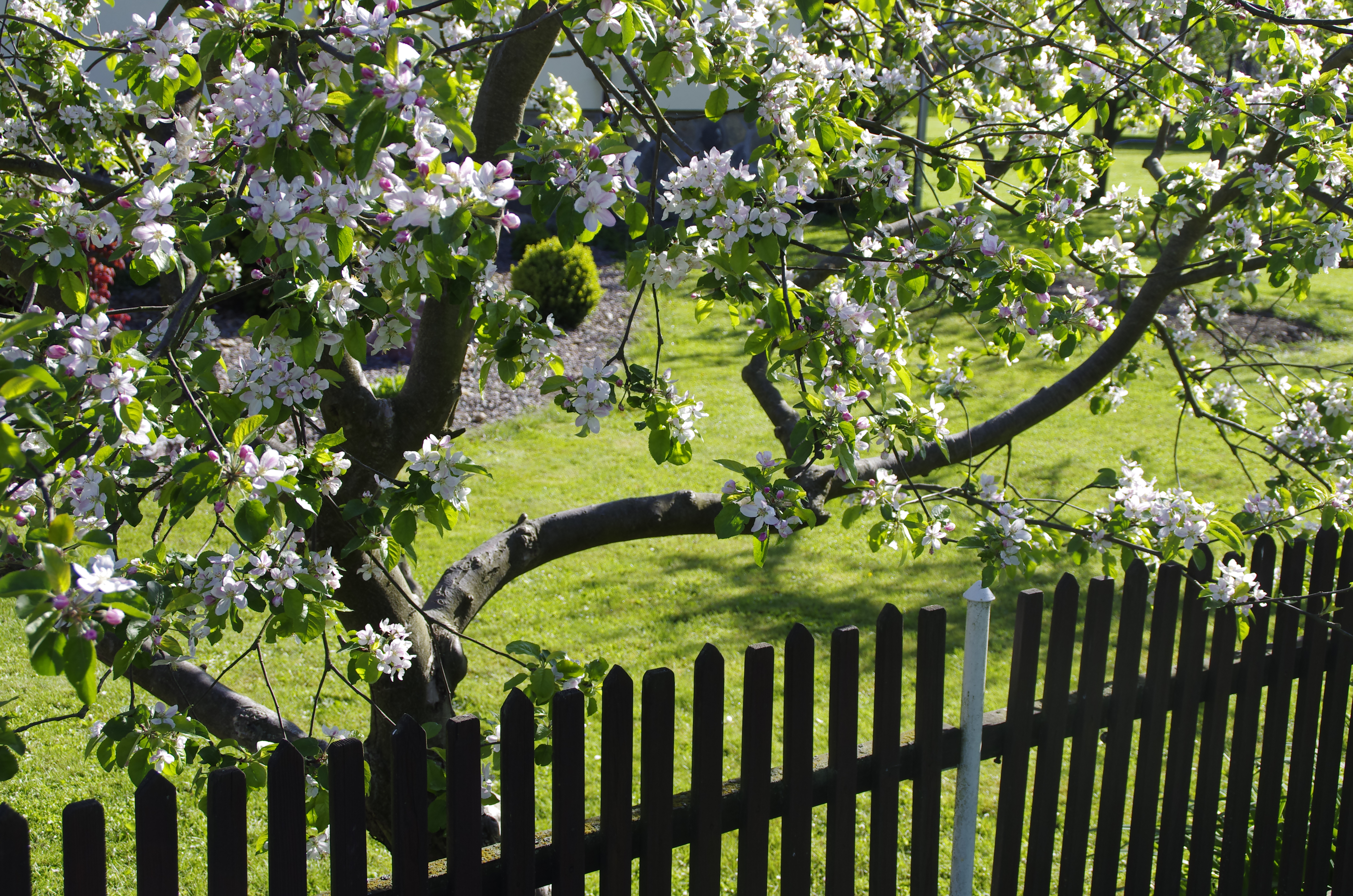
Jedna ze zahrad

- Josef Ehrenberger, kněz a spisovatel (1815–1882)
- František Michl, chirurg, profesor UK (1850–1900)

## Části obce
- Korouhev
- Lačnov

ZSJ:
- Kateřinky
- Maksičky

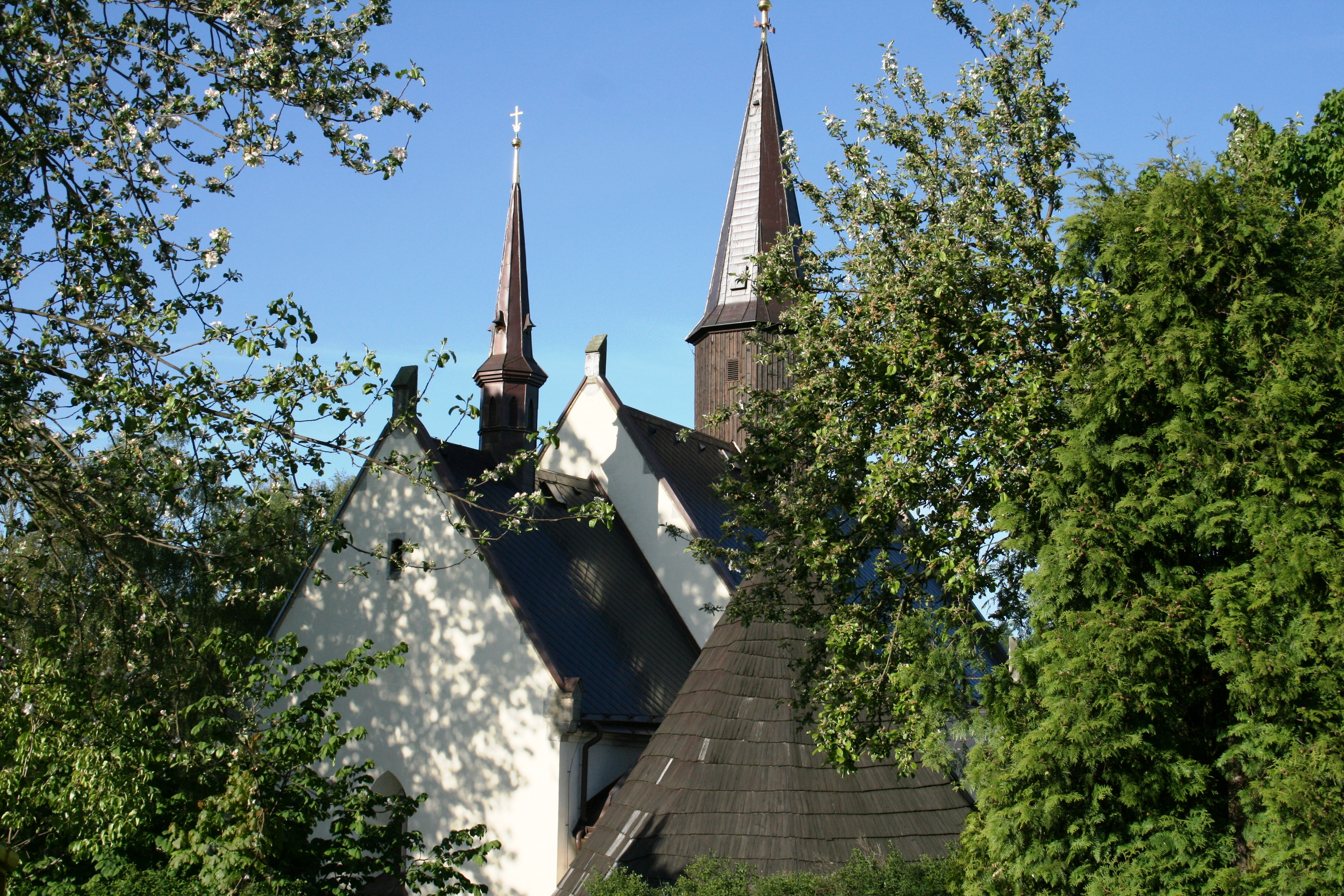
Věže kostela
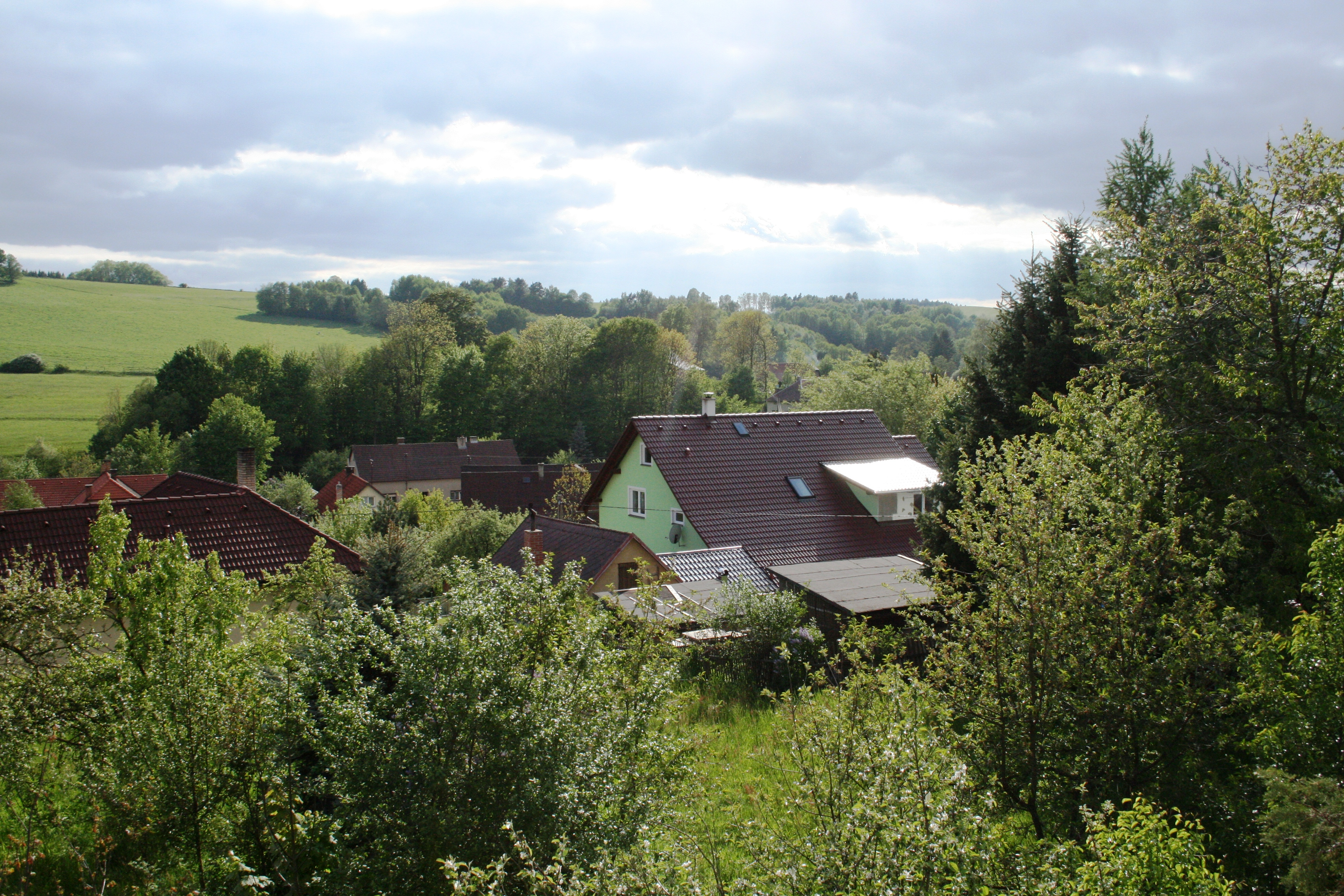
Korouhevská stavení
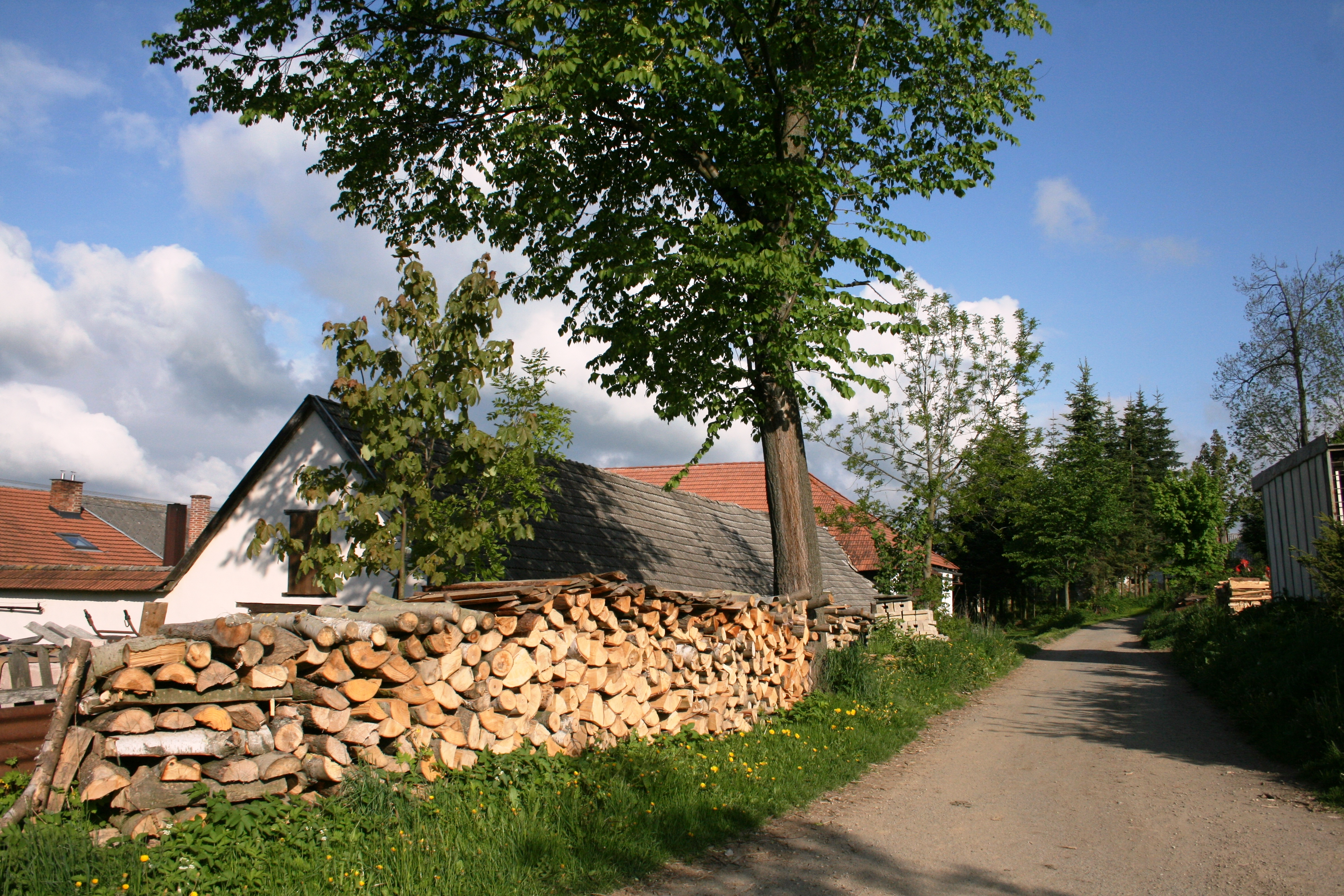
Jedna z cest
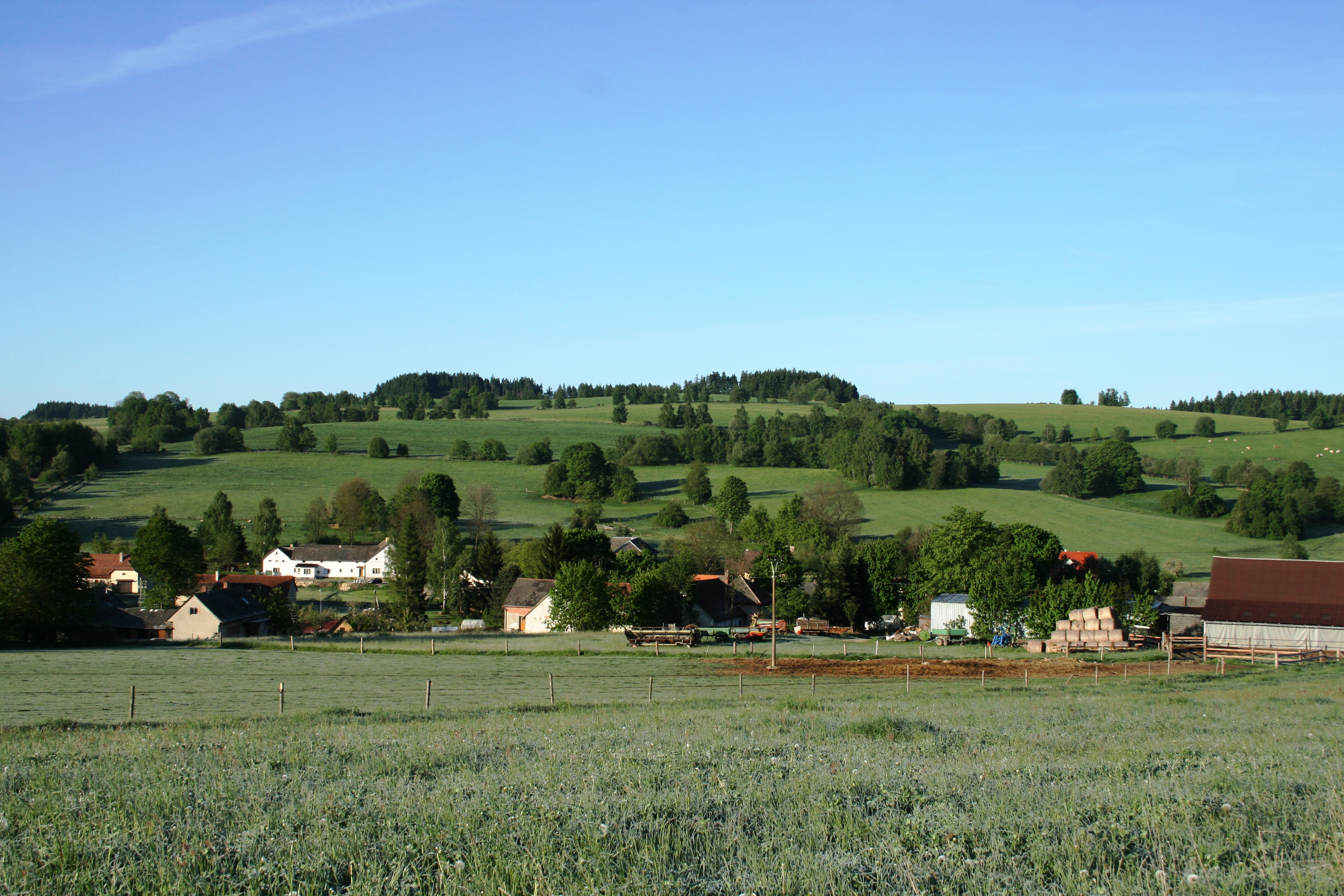
Pole a pastviny
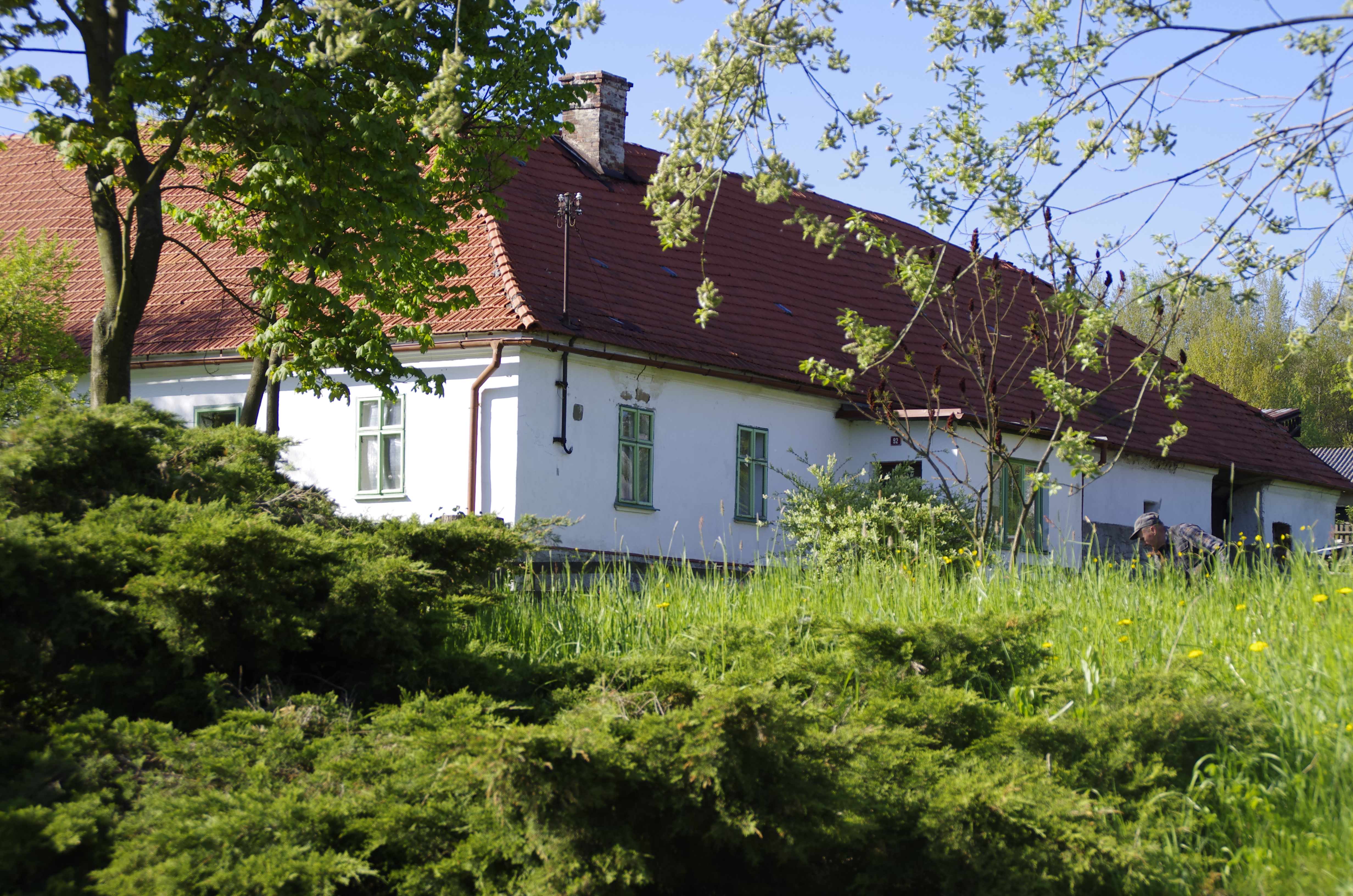
Typická architektura